# Изгубени
„Изгубени“ (на английски: Lost) е американски драматичен сериал, излъчен за първи път по Ей Би Си от 22 септември 2004 г. до 23 май 2010 г. в шест сезона. Той проследява живота на група хора, оцелели след самолетна катастрофа на загадъчен тропически остров, след като пътнически самолет, летящ от Сидни, Австралия, за Лос Анджелис, САЩ, се разбива някъде в Южния Пасифик. Всеки епизод типично представя основен сюжет, развиващ се на острова, както и второстепенен от друг момент от живота на някой от персонажите.
Създаден е от Деймън Линдълоф, Джей Джей Ейбрамс и Джефри Лийбър, които споделят сценария на пилотния епизод, режисиран от Ейбрамс. По време на излъчването Линдълоф и Карлтън Кюз служат като главни сценаристи и работят с голям брой изпълнителни продуценти и сценаристи. Поради големия си състав и разходи за снимане, главно в Оаху, Хавай, сериалът е един от най-скъпите в телевизията. Фиктивната вселена на шоуто е разгърната в свързани с поредицата романи, игри на дъска, видеоигри, алтернативни игри The Lost Experience и Find 815, от които най-важни са миниепизодите, наречени „Липсващите парчета“, и дванадесетминутният епилог The New Man in Charge.
Приветстван от критиците с всеобщ успех, „Изгубени“ събира средно по шестнадесет милиона зрители на епизод по „Ей Би Си“ през първата си година. Той печели редица награди, включително „Еми“ за Най-добър драматичен сериал за 2005 г., за Най-добра американска продукция на телевизионните награди на Британската академия през 2005 г., Златен глобус за Най-добра драма през 2006 г. и награда на телевизионните актьори за Най-добър състав в драматичен сериал. Отразявайки своята отдадена база фенове, сериалът става част от американската популярна култура с препратки към сюжета и елементите му, появяващи се в други сериали, реклами, комикси, уебкомикси, хумористични списания, видеоигра и музикален текст.

## Сезонен обзор

### Първи сезон
Първи сезон включва 24 епизода, излъчващи се в сряда от 20:00 в Съединените щати, започвайки на 22 септември 2004 г. Самолетна катастрофа захвърля оцелелите пътници на полет 815 на Океаник на привидно самотен тропичен остров, карайки групата от непознати да се сработят, за да останат живи. Тяхното оцеляване е заплашено от загадъчното съществуване на бели мечки, невиждано същество, което броди из джунглата и недружелюбно настроените обитатели на острова, познати като „Другите“. Те срещат французойка на име Даниел Русо, която е корабокруширала на острова преди около шестнадесет години и намират мистериозен метален люк, заровен в земята. Направен е опит да се напусне острова със сал.

### Втори сезон
Втори сезон включва 23 епизода, излъчващи се Съединените щати и Канада в сряда от 21:00, започвайки на 21 септември 2005 г. Повечето от историята, която продължава 45 дни след катастрофата, се концентрира върху нарастващия конфликт между оцелелите и Другите, както и с продължаващия сблъсък между вярата и науката, който е главна тема в определени епизоди. Докато някои мистерии са разрешени, са повдигнати нови въпроси. Представени са нови герои, включително оцелелите от опашката на самолета и други обитатели на острова. Разкрити са още от митологията на острова, както и проблясъци в миналото на оцелелите. Люкът е проучен и съществуването на Инициатива Дарма и нейния спонсор, Фондация Хансо, са разбулени. Докато истината за загадъчните Други започва да се разкрива, един от оцелелите предава своите, а причината за катастрофата е показана.

### Трети сезон
Трети сезон включва 23 епизода, излъчващи се Съединените щати и Канада в сряда от 21:00, започвайки на 4 октомври 2006 г. Сериалът се завръща от почивка на 7 февруари 2007 г. и се излъчва от 22:00. Историята продължава 67 дни след катастрофата. Представени са нови оцелели и Други, като оцелелите научават за Другите и тяхното минало на загадъчния остров. Една от Другите и нов обитател на острова се присъединяват към оцелелите, докато един от групата се присъединява към Другите. Войната между Другите и оцелелите наближава, и оцелелите се свързват със спасителен екип.

### Четвърти сезон
Четвърти сезон е заплануван (преди стачката на сценаристите) с шестнадесет епизода, и да бъде излъчван в Съединените щати и Канада, започвайки на 31 януари 2008 г. Заради стачката на сценаристите, сезонът е само с четиринадесет епизода, състоящи се от осем филмирани преди стачката и шест след стачката часа. Излъчването му започва 24 април в Съединените щати. Този сезон се концентрира върху оцелелите, които си имат работа с хора от товарния кораб Кахана, който идва на Острова, и спасяването на Океанската шесторка (техните действия след острова са показани в препратки към бъдещето).

### Пети сезон
Пети сезон включва седемнадесет епизода, които започват излъчване на 21 януари 2009 г. в САЩ и Канада в сряда от 21:00. Той следва две времеви линии. Първата заема място на острова, и хаотично се прескача напред-назад във времето, докато най-накрая оцелелите не са запратени при Инициативата Дарма през 1974 г. Втората продължава оригиналната времева линия, която се развива както извън острова, така и следвайки завръщането на Океанската шесторка с полет 316 на Аджира през 2007 г.

### Шести сезон
Шести сезон започва на 2 февруари 2010 г. в САЩ и Канада и се излъчва във вторник от 21:00. Той следва две времеви линии. В първата оцелелите трябва да се справят с Мъжа в черно, познат като Димното чудовище. „Странични проблясъци“ показват живота им в предпоставка, където полет 815 не катастрофира. Шепа оцелели успяват да избягат със самолета на Аджира, някои умират, а други заживяват щастливо на острова. Последният епизод на сериала показва, че времевата линия на страничните проблясъци всъщност е един вид чистилище, където всички оцелели се събират, след като са умрели, защото времето, прекарано на острова, е най-важната част от съществуването им. Накрая оцелелите са събрани заедно в една църква, където „продължават“ заедно.

### Митология и интерпретации
Успоредно с развитието на персонажите, епизодите на „Изгубени“ включват и редица загадъчни елементи, които биват свързвани с научната фантастика или свръхестествени феномени. Създателите се отнасят към тези елементи, като образуващи митологията на сериала, и формиращи база от хипотези на феновете. Измежду митологичните елементи на шоуто са бродещо из острова „чудовище“, мистериозна група от жители, които оцелелите наричат „Другите“, организация, наречена Инициативата Дарма, която е поставила няколко проучвателни станции на острова, редица от числа, появяващи се многократно в живота на героите в миналото, настоящето и бъдещето, както и лични връзки или разминавания между персонажите, за които те дори и не подозират.
В сърцевината си, сериалът е със сложен и загадъчен сюжет, който предизвиква многобройни въпроси и дискусии между зрителите. Насърчени от сценаристите и звездите на „Изгубени“, които често общуват онлайн с феновете, зрители и телевизионни критици се заемат с разпространяването на теории в опит да разплетат загадките. Теориите засягат главно естеството на острова, произходите на „Чудовището“ и „Другите“, значението на числата, причината за катастрофата и оцеляването на пътниците. Някои от повечето съвместни теории на феновете са обсъдени и отхвърлени от създателите на шоуто, най-много от които, за това, че оцелелите от полет 815 на Океаник са мъртви или в чистилище. Това е твърдо опровергано от Джей Джей Ейбрамс. Освен това, Линдълоф отхвърля спекулацията, че космически кораби или извънземни влияят върху събитията на острова, или че всичко видяно е измислена реалност, заемаща място в нечий ум. Карлтън Кюз отхвърля идеята, че островът е телевизионно реалити шоу и корабокрушенците са неподозиращи съквартиранти, а Линдълоф многократно опровергава теорията, че „чудовището“ е облак от наноботи, подобен на този в романа на Майкъл Крайтън – „Жертвата“ (в който главният герой също се казва Джак).

### Повтарящи се елементи
Има няколко повтарящи се елементи и мотиви в „Изгубени“, които най-общо нямат директен ефект върху сюжета сами по себе си, но увеличават литературния и философски подтекст на шоуто. Те включват чести появи на цветовете черно и бяло, които отразяват раздвоението в героите и ситуациите; както и бунтът на почти всеки персонаж, особено Кейт; разклатени семейни ситуации (особено тези, които се въртят около бащите на многото герои), описани в живота на почти всички главни герои; апокалиптични препратки, включително натискането на бутона от Дезмънд, да попречи за края на света и целта на инициативата Дарма да промени параметрите на уравнението на Валензети и да предотврати края на човечеството; съвпадение срещу съдба, разкрити най-очевидно чрез съпоставянето на персонажите на Лок и Господин Еко; конфликт между наука и вяра, въплътен в решителната борба между Джак и Лок; и препратки на многобройни литературни произведения, включително споменавания и обсъждания на отделни романи. Има и много алюзии в имената на героите известни исторически мислители и писатели като Джон Лок (на името на философа), Джеръми Бентъм (на името на философа), Даниел Русо (на името на философа Жан-Жак Русо), Дезмънд Хюм (на името на философа Дейвид Хюм), Джулиет Бърк (на името на философа Едмънд Бърк), Михаил Бакунин (на името на философа анархист), Даниъл Фарадей (на името на физика Майкъл Фарадей), Джордж Минковски (на името на математика Хърман Минковски), Ричард Алпърт (рожденото име на духовния учител Рам Дас) и Шарлот Стейпълс Люис (на името на автора Клайв Стейпълс Луис).

## Актьорски състав и герои
От 324 души на борда на полет 815 на Океаник, има 72 оцелели (71 души и едно куче), пръснати по трите секции на самолета. Дебютният сезон представя четиринадесет главни роли с реплики заемащи участие в началните надписи, правейки го втория по големина състав в американско шоу в праймтайма след този на „Отчаяни съпруги“. Докато по-големият състав прави „Изгубени“ по-скъп за продуциране, сценаристите използват предимството му за повече гъвкатост в решенията за сюжета. Според изпълнителния продуцент Брайън Бърк, „Можеш да получиш повече взаимодействия между персонажите и да създадеш повече различни герои, повече предистории, повече любовни триъгълници.“.
Навийн Андрюс играе бившия войник от Ираксата републиканска гвардия Саид Джара. Емили дьо Равин изпълнява ролята на бременната австралийка Клеър Литълтън. Матю Фокс е в ролята на хирурга с проблеми и главен герой Джак Шепърд. Хорхе Гарсия играе Хюго „Хърли“ Рейес, нещастен печеливш от лотарията. Маги Грейс играе Шанън Ръдърфорд, бивша учителка по танци. Джош Холоуей действа като дребния мошеник Джеймс „Сойър“ Форд. Юнджин Ким играе Сън-Хуа Куон, дъщерята на властен корейски бизнесмен и гангстер, с Даниъл Дей Ким като нейния съпруг Джин-Су Куон. Еванджелин Лили е бегълката Кейт Остин. Доминик Монахан е бившата рок звезда с пристрастие към наркотиците Чарли Пейс. Тери О'Куин играе загадъчния Джон Лок. Харолд Перино е в ролята на строителния работник Майкъл Доусън, а детето актьор Малкълм Дейвид Кели играе неговия малък син, Уолт Лойд. Йън Сомърхолдър играе Буун Карлайл, началник изпълнител в бизнеса със сватби на майка си и доведен брат на Шанън.
През първите два сезона, някои герои са премахнати, за да направят място на други с нови истории. Буун Карлайл е първият премахнат главен персонаж, умирайки към края на първи сезон. Уолт става гостуваща звезда след събитията в края на същия сезон, правейки редки появи през втори сезон. Отписването на Шанън след осем епизода от втори сезон прави път за новодошлите Господин Еко, нигерийски католически свещеник и бивш престъпник, чиято роля се изпълнява от Адеуале Акинуйе-Агбадже; Ана Лусия Кортес, охрана на летища и бивша полицайка, изпълняваща се от Мишел Родригес; и Либи, предполагаема клична психоложка, изпъняваща се от Синтия Уотрос. Ана Лусия и Либи са отписани към края на втори сезон.
В трети сезон, Хенри Иън Кюзик получава главна роля на бившия шотландски войник Дезмънд Хюм, както и Майкъл Емерсън тази на Бен Лайнъс (преди познат като Хенри Гейл), високопоставен член на „Другите“. В допълнение, трима нови актьори се присъединяват към главния състав: Елизабет Мичъл, като доктор по бременността и една от „Другите“ Джулиет Бърк, и Кийли Санчес и Родриго Санторо като двойката на заден план Ники Фернандес и Пауло. Еко е отписан рано през сезона, а Ники и Пауло в средата на първия им епизод, разкриващ тяхното минало. Чарли е премахнат във финала на сезона.
В четвърти сезон, Харолд Перино се присъединява отново в главния състав в ролята си на Майкъл Доусън, сега със склонност към самоубийство и на отчаяно пътешествие, за да изкупи предишните си престъпления. Заедно с Перино, нови допълнителни актьори се присъединяват към състава: Джеръми Дейвис в ролята на Даниъл Фарадей, изнервен физик, който има научен интерес към острова; Кен Люнг в ролята на саркастичния Майлс Стром, за когото се предполага, че общува с духове, и Ребека Мейдър в ролята на Шарлот Люис, твърдоглава и решителна антроположка и успешен академик. Клеър, която мистериозно изчезва с нейния мъртъв биологичен баща към края на сезона, няма да се завърне като главен персонаж за петия сезон, но ще го направи за шестия. Майкъл е отписан в края на сезона.
В пети сезон няма нови актьори в основния актьорски състав и вместо това Шарлот е отписана рано в петия му епизод, а Даниъл е премахнат два епизода преди финала. Шести сезон претърпява няколко промени в състава: Джулиет е убита в първия епизод, а три периодични персонажи са повишени в главни. Те влючват Нестор Карбонел в ролята на загадъчния, неостаряващ „Друг“ Ричард Алпърт, Джеф Фейхи в ролята на Франк Лапидъс и Зулийка Робинсън в ролята на енигматичната оцеляла от Полет 316 на Аджира Еъруейс Илана. В допълнение, Йън Сомърхолдър, Доминик Монахан, Ребека Мейдър, Джеръми Дейвис, Елизабет Мичъл, Маги Грейс, Мишел Родригес, Харолд Перино и Синтия Уотрос се завръщат за последен път.
В прогресиращата сюжетна линия на сериала има редица поддържащи актьори. Даниел Русо (Мира Фърлан), френски член на научна експедиция на острова, появила се първо като записан глас в първия епизод, а след това и в развитието на сериала; тя търси дъщеря си, която по-късно се показва под формата на Алекс Русо (Таня Реймънд). Синди (Кимбърли Джоузеф), стюардеса на Океаник, която се появява за пръв път в пилотния епизод, оцелява от катастрофата и впоследствие става една от Другите. Във втори сезон, женената двойка Роуз Хендерсън (Ел Скот Колдуел) и Бърнард Надлър (Сам Андерсън), са разделени в различни части на острова (тя е с главните герои, а той с оцелелите от опашката на самолета), а в епизода преди да се съберат отново е представено миналото им. Корпоративният магнат Чарлс Уидмор (Алън Дейл) е свързан и с Бен, и с Дезмънд. Дезмънд е влюбен в дъщеря му Пенелъпи „Пени“ Уидмор (Соня Уолгър). Интродукцията на обитателите на острова – „Другите“, представя персонажи като Том, още познат като господин Френдли (Ем Си Гейни), Итън Ром (Уилям Мейпотър) и Ричард Алпърт (Нестор Карбонел), всички показали се, както в спомени, така и в сюжетната история. Бащата на Джак, Крисчън Шепърд (Джон Тери), се появява в многобройни ретроспекции на различни герои. В четвърти сезон Кевин Дюранд играе Мартин Кийми и водачът на екипа му е Наоми Дорит (Марша Томасън), която е първият човек, който пристига на острова след катастрофата на Океаник 815. Мистериозното същество, приличащо на колона черен дим и познато като „Чудовището“, се появява в човешка форма в пети и шести сезон като мъж на средна възраст, известен като „Мъжа в черно“, а ролята се изпълнява от Тайтъс Уеливър. В шести сезон прави поява и под формата на Джон Лок, игран от Тери О'Куин в двойна роля. Врагът му Яков се играе от Марк Пелегрино.

## Продукция
„Изгубени“ е продуциран от ABC Studios, Bad Robot Productions и Grass Skirt Productions. През периода на излъчване изпълнителни продуценти са Деймън Линдълоф, Джей Джей Ейбрамс, Брайън Бърк, Карлтън Кюз, Джак Бендър, Джеф Пинкнър, Едуард Китсис, Адам Хороуиц, Джийн Хигинс и Елизабет Сарноф, а Линдълоф и Кюз служат и като шоурънъри.

### Формат на епизодите
Епизодите имат специална структура: следвайки поредица от събития, свързани с предстоящите действия, всеки епизод започва със студено начало. Често следва близък план на окото на някой от героите. По време на драматичен момент, екранът изневиделица става черен и графиката на заглавието се появява бавно и със същата скорост се плъзва пред зрителя, придружена от зловещи и дизонантни звуци. Имената на състава общо взето се появяват в азбучен ред по фамилия през последвалите сцени. Едновременно с главната сюжетна арка, всеки епизод показва случки чрез ретроспекции и по-късно чрез скоци в бъдещето, съсредоточени върху отделни персонажи. Повечето епизоди свършват с изпълнен с напрежение обрат или отворен край, показани секунди преди екранът да стане черен и да се появи заглавието. Други, следвайки края на някой от сюжетите, приключват с отразена крайна сцена, предшестваща бавно затъмняване. В трагични или прочувствени крайни сцени, гръмкият звук, който придружава заглавието, е обеззвучен, увеличавайки въздействието от случилото се.

### Концепция
Разработката на сериала започва през януари 2004 г., когато Лойд Браун, главнокомандващ на ABC по това време, поръчва първоначален сценарий на Spelling Television, базиран на неговата концепция за смесица между романа „Повелителят на мухите“, филма „Корабокрушенецът“, сериала „Островът на Гилиган“ и популярното реалити шоу Survivor. Гейди Полак забелязва, че някои от "влиянията за „Изгубени“ са дошли от...играта „Myst“." Джефри Лийбър е нает и написва „Никъде“, на базата на негов скрипт за пилотния епизод. Недоволен от резултата, също и на преписката с допълнение, Браун се свързва с Джей Джей Ейбрамс, който има договор с Touchstone Television (сега ABC Studios), и е още създател на сериала „Наричана още“, да напише нов сценарий за пилотния епизод. Въпреки че отначало е колеблив, Ейбрамс се увлича по идеята при условие, че сериалът има свръхестествена част и сътрудничи на Деймън Линдълоф за създаването на визията на сериала и героите. Заедно, Ейбрамс и Линдълоф също така създават и „библия“, и разработват в детайли главните митологични идеи и сюжетни моменти за идеално пет до шест сезонно излъчване на шоуто. Разработката на шоуто бива притискана от строги крайни срокове, като е подготвена за късния работен цикъл на сезон 2004. Въпреки краткото разписание, творческият екип остава достатъчно податлив да подобри или да създаде герои, за да си паснат с актьори, които те искат да изберат.
Първият епизод на „Изгубени“, състоящ се от две части, е най-скъпият в историята на телевизията, според сведенията струващ между десет и четиринадесет милиона щатски долара, в сравнение със средната цена от четири милиона за едночасов пилотен епизод през 2005 г. Сериалът, който дебютира на 22 септември 2004 г. става един от най-големите критични и рекламни хитове за телевизионния сезон през 2004 г. Заедно с „Отчаяни съпруги“ и „Анатомията на Грей“ по същата телевизия, „Изгубени“ подпомага да се обърне западащото състояние на ABC. Още преди да се излъчи, Лойд Браун бива уволнен от изпълнителите от търговската централа на ABC, Disney, защото е дал разрешение за толкова скъп и рискован проект. Световната премиера на пилотния епизод е на 24 юли 2004 г. на Comic-Con – международната конвенция на комиксите в Сан Диего.

### Кастинг
Много от ролите в първи сезон са в резултат на това, че различни актьори се харесват на изпълнителните продуценти. Главният герой Джак първоначално е трябвало да умре в пилотния епизод, а ролята е била планирана за Майкъл Кийтън. Въпреки това, изпълнителите в ABC твърдо решават Джак да живее. Преди да бъде решено това, Кейт е трябвало да се извиси като лидер на оцелелите, а в началото е била запланувана да прилича повече на персонажа на Роуз. Доминик Монахан претендира за ролята на Сойър, който по това време е трябвало да бъде градски изнудвач с костюм. Продуцентите харесват изпълнението на Монахан и променят персонажа на Чарли, първоначално бивша рок звезда на средна възраст, за да си пасне с него. Хорхе Гарсия също претендира за Сойър и частта на Хърли бива написана за него. Когато Джош Холоуей е прослушан за Сойър, продуцентите харесват остротата, която той придава на героя (според слуховете той ритнал един стол, когато забравил репликите си и се вбесил при прослушването) и южняшкия му акцент, затова те променили Сойър, пасвайки си с играта на Холоуей. Юнджин Ким е прослушана за ролята на Кейт, но продуцентите създават за нея персонажа на Сън и героя на Джин, изпълнен от Даниъл Дей Ким, за да бъде неин съпруг. Саид, игран от Навийн Андрюс, също не е в оригиналия сценарий. Лок и Майкъл са създадени за техните си актьори. Емили дьо Равин, играеща Клеър, първоначално е избрана за периодична роля. Във втория сезон, Майкъл Емерсън сключва договор да играе Бен („Хенри Гейл“) за три епизода. Ролята му е удължена за осем епизода, заради актьорските му умения, a впоследствие за трети сезон и останалите.

### Места на филмиране
„Изгубени“ се снима на 35-милиметрови камери Panavision почти изцяло на хавайския остров Оаху. Оригиналните островни сцени за пилотния епизод са филмирани на плажа Мокуле'я, близо до северозападния край на острова. По-късните плажни сцени са на изолирани места от известния Северен бряг. Пещерните сцени в първи сезон са снимани на звукова сцена, построена в склад за части на Xerox, опразнен след масова престрелка между служители през 1999 г. Звуковата сцена и офисите по продукцията оттогава са преместени при управляваното от Hawaii Film Office, Hawaii Film Studio, където са построени площадките, изобразяващи интериорите на „Станция Лебед“ от втори сезон и „Станция Хидра“ от трети сезон. Различни предградски области в и около Хонолулу са използвани като заместители на локации около света, включително Калифорния, Ню Йорк, Айова, Маями, Южна Корея, Ирак, Нигерия, Великобритания, Париж, Тайланд, Берлин, и Австралия. Например, сцени, играещи ролята на летище Сидни са снимани в Хавайския център за събрания, докато бункер от Втората световна война е използван като инсталация на Иракската републиканска гвардия. Също, сцените на Германия през зимата са снимани в относително обикновен хавайски квартал, с насмлян лед, разпръснат навсякъде, за да се създаде сняг и са поставени немски автомобилни знаци по улиците. Няколко сцени за финала на трети сезон са заснети в Лос Анджелис, включително в болничен декор, зает от „Анатомията на Грей“. Две сцени от четвърти сезон са заснети в Лондон, понеже Алън Дейл, изпълняващ ролята на Чарлс Уидмор, по това време играе в мюзикъла „Спамалот“ и няма възможност да пътува до Хаваите.

### Музика
„Изгубени“ представя оркестрална музика, изпълнена от симфоничния оркестър Hollywood Studio Symphony и композирана от Майкъл Джакино, обединявайки много повтарящи се музикални теми за събития, места и персонажи, нещо, което рядко се среща в телевизионната музика. Джакино постига някои от звуците за аранжимента чрез необичайни инструменти като сблъскващи се висящи парчета от корпуса на самолета. На 21 март 2006 г., марката Varese Sarabande пуска оригиналния телевизионен саундтрак от първия сезон на „Изгубени“. Той включва пълните версии на най-известните теми от сезона по избор и тази на заглавието, композирана създателя на сериала Джей Джей Ейбрамс Varese Sarabande пуска саундтрака с музиката от втория сезон на 3 октомври 2006 г. Саундтракът от третия сезон е пуснат на 6 май 2008 г., този от петия сезон е пуснат на 11 май 2010 г., а този на последния сезон излиза на 14 септември 2010 г.
Песни от поп културата са използвани умерено в сериала, заради което по-голямата част от музиката е оркестрална. Когато такива песни биват използвани, те обикновено произлизат от източник в самия сериал. Примери са различните песни, свирени на преносимия CD плейър на Хърли през първия сезон (докато батериите му не се изтощават в епизода ...In Translation), в който е представена „Wash Away“ на Джо Пърди, или употребата на грамофона във втория сезон, който включва „Make Your Own Kind of Music“ на Кас Елиът и „Downtown“ на Петула Кларк съответно в премиерите на втори и трети сезон. В два епизода, Чарли стои на уличен ъгъл, като свири на китара и пее „Wonderwall“ на Оуейсис. Във финала на трети сезон, Джак кара по улицата, слушайки „Scentless Apprentice“ на Нирвана, точно преди да пристигне при погребалното бюро Hoffs/Drawlar, а в подобната сцена във финала на четвърти сезон той пристига, слушайки „Gouge Away“ на Пиксис. Третият сезон още използва „Shambala“ на Three Dog Night на два пъти в буса. Единствените две поп песни, използвани без източник, са „Slowly“ на Ан Маргрет в епизода „I Do“ и „I Shall Not Walk Alone“, написана от Бен Харпър и изпълнена от The Blind Boys of Alabama в епизода „Confidence Man“. В някои международни излъчвания е използвана алтернативна музика. Например, в японското излъчване на „Изгубени“ началната песен за първи сезон е „Here I Am“ на Chemistry, за втори сезон „Losin'“ на Юна Ито, а за трети сезон е „Lonely Girl“ на Кристъл Кей.

## Въздействие и възприемане

### Рейтинги
Американски сезонни класации на „Изгубени“ по ABC.
| Сезон | Епизоди | Разписание                                                                                                | Сезонна премиера     | Сезонен финал  | ТВ сезон    | Място | Зрители (в милиони) |
| ----- | ------- | --- | -------------------- | -------------- | ----------- | ----- | ------------------- |
| 1     | 25      | Сряда 20:00 (22 септември 2004 г. – 25 май 2005 г.)                                                       | 22 септември 2004 г. | 25 май 2005 г. | 2004 – 2005 | #15   | 15.69               |
| 2     | 24      | Сряда 21:00 (21 септември 2005 г. – 24 май 2006 г.)                                                       | 21 септември 2005 г. | 24 май 2006 г. | 2005 – 2006 | #15   | 15.50               |
| 3     | 23      | Сряда 21:00 (4 октомври 2006 г. – 8 ноември 2006 г.) Сряда 22:00 (7 февруари 2007 г. – 23 май 2007 г.)    | 4 октомври 2006 г.   | 23 май 2007 г. | 2006 – 2007 | #14   | 15.05               |
| 4     | 14      | Четвъртък 21:00 (31 януари 2008 г. – 20 март 2008 г.) Четвъртък 22:00 (24 април 2008 г. – 29 май 2008 г.) | 31 януари 2008 г.    | 29 май 2008 г. | 2008        | #17   | 13.40               |
| 5     | 17      | Сряда 21:00 (21 януари 2009 г. – 13 май 2009 г.)                                                          | 21 януари 2009 г.    | 13 май 2009 г. | 2009        | #28   | 11.05               |
| 6     | 18      | Вторник 21:00 (2 февруари 2010 г. – 23 май 2010 г.)                                                       | 2 февруари 2010 г.   | 23 май 2010 г. | 2010        | #31   | 10.08               |

Пилотният епизод събира 18,6 милиона зрители, лесно печелейки аудиторията в 21:00 и дава на ABC най-силните му рейтинги от 2000 г. насам, когато „Кой иска да бъде милионер?“ (американската версия на „Стани богат“) е излъчен, като бива надскочен едва следващия месец от премиерата на „Отчаяни съпруги“. Според Variety, "ABC със сигурност би използвала хитова успешна драма, при положение, че не е имала истински хит след „Адвокатите“. „Изгубени“ символизира най-добрия старт за драма със зрители между осемнадесет и 49 след „Веднъж и отново“ през 1999 г., и в общ брой зрители от „Убийство първа степен“ през 1995 г.".
За първия си сезон „Изгубени“ събира средно по шестнадесет милиона зрители, класиращ се на четиринадесето място по зрители измежду шоутата в прайм тайма, и на петнадесето измежду осемнадесет до 49-годишните. Вторият му сезон е също толкова добре: отново, „Изгубени“ е на четиринадесето място по брой зрители, със средно по 15,5 милиона. Той подобрява рейтинга си до осмо място между осемнадесет до 49-годишните. Премиерата на втори сезон е дори по-гледана от тази на първи, привличайки около 23 милиона зрителя и поставяйки рекорд за сериал. Премиерата на трети събира 18,8 милиона. Седмият епизод от сезона, след тримесечна пауза, среща спад до 14,5 милиона. През курса на пролетния сезон, рейтингите продължават да се стапят до единадесет милиона зрители, преди да се възстановят до четиринадасет милиона за финала на сезона. Спадът е частично обяснен, когато Nielsen пуска DVR рейтингите, показвайки „Изгубени“, като най-записвания сериал по телевизията. Въпреки цялостните рейтингови загуби, „Изгубени“ печели своя час в решаващата публика между осемнадесет и 49 и поставя най-високите цифри между осемнадесет и 49-годишните в 22:00, изпреварвайки което и да е шоу по която и да е телевизия през този сезон. Премиерата на четвърти сезон вижда нарастване от предишния епизод до 16,1 милиона зрители, макар че до осми епизод, зрителите намаляват до 11,461 милиона. Проучване в двадасет страни на Informa Telecoms and Media през 2006 г. прави заключението, че „Изгубени“ е второто най-популярно телевизионно шоу в тях след „От местопрестъплението: Маями“.

### Награди
Главна статия: Списък с награди и номинации на Изгубени
„Изгубени“ печели награда Еми за Най-добър драматичен сериал, а Джей Джей Ебрамс е награден с Еми през септември 2005 г. за работата си като режисьор на пилотния епизод. Тери О'Куин и Навийн Андрюс са номинирани в категорията Най-добър поддържащ актьор в драматичен сериал. „Изгубени“ преминава през наградите на гилдията през 2005 г., спечелвайки наградите на Гилдията на сценаристите на Америка през 2005 г. за Най-добро постижение в писането на драматичен сериал, наградата на Гилдията на продуцентите през 2005 г. за Най-добра продукция, наградата на Гилдията на режисьорите през 2005 г. за Най-добра режисура на драматична програма и наградата на Гилдията на актьорите през 2005 г. за Най-добър ансамблов състав.
Номиниран е за Златен глобус за Най-добър драматичен сериал три пъти (2005 – 2007) и печели наградата през 2006 г. През 2005 г. Матю Фокс и Навийн Андрюс получават номинации за Златен глобус съответно за Най-добър главен актьор и Най-добър поддържащ актьор в драматичен сериал, а през 2007 г. Еванджелин Лили получава номинация в категорията Най-добра актриса. „Изгубени“ печели наградата на Британската академия на филмите и телевизията за Най-добър американски внос през 2005 г. През 2006 г. Хорхе Гарсия и Мишел Родригес прибират награди ALMA съответно за най-добри поддържащи актьор и актриса в телевизионен сериал. Печели награда Сатурн за най-добър телевизионен сериал 2005 и 2006 г. През 2005 г. Тери О'Куин печели награда Сатурн за Най-добър поддържащ актьор в телевизионен сериал, а през 2006 г. Матю Фокс печели тази на Най-добър главен актьор. „Изгубени“ спечелва последователно наградите на Асоциацията на телевизионните критици за Най-добро постижение в драмата, за първия и втория си сезон. Също така печели последователно през 2005 и 2006 г. наградата на Обществото на визуалните ефекти за Най-добри поддържащи визуални ефекти в излъчващо се предаване. Малкълм Дейвид Кели печели награда на Младите артисти за изпълнението си на Уолт през 2006 г.
През 2005 г. „Изгубени“ е провъзгласен от Entertainment Weekly за Забавление на годината. Шоуто печели награда Призма през 2005 г. за сюжетната линия с наркотиците на Чарли в епизодите „Pilot“, „House of the Rising Sun“ и „The Moth“. През 2007 г. Тайм го поставя в своя списък за 100-те най-добри телевизионни шоута. В допълнение, „Изгубени“ е номиниран за наградите на Гилдията на сценаристите и Гилдията на продуцентите отново през 2007 г., но не спечелва. През юни 2007 г. „Изгубени“ побеждава около двадесет номинирани телевизионни шоута от страни от цялото земно кълбо, за да спечели наградата за Най-добра драма на Телевизионния фестивал Монте Карло. През септември 2007 г. двамата Майкъл Емерсън и Тери О'Куин са номинирани за награда Еми за Най-добър поддържащ актьор в драматичен сериал, а тя отива при О'Куин. „Изгубени“ е номиниран отново за Най-добър драматичен сериал на 60-ите награди Еми. Шоуто получава още седем други номинации за Еми, включително за Най-добър поддържащ актьор за Майкъл Емерсън.
През 2009 г. „Изгубени“ получава номинация отново за Най-добър драматичен сериал, както и за Най-добър поддържащ актьор за Майкъл Емерсън на 61-вите награди Еми, на които Емерсън печели
През 2010 г. шестият и последен сезон получава дванадесет номинации на 62-рите награди Еми. Печели само една, която е за монтаж, с което наградите стават общо единадесет от 55 номинации за шест години излъчване.

### Приемане от критиката
„Изгубени“ е поставен на първо място в „Best of 2005 TV Coverage: Critic Top Ten Lists“ от Матю Гилбърт от The Boston Globe, Том Глиято от People Weekly, Чарли Маккалъм от San Jose Mercury News и Робърт Биянко от USA Today. Джеймс Понийуозик от списание Тайм го обявява за един от Топ Десет Завръщащи се сериали на 2007 г., поставяйки го на второ място. В същата година „Изгубени“ е поставен в списъка на Тайм за 100-те най-велики шоута на всички времена. Той е още и на пето място в списъка на Емпайър за 50-те най-велики шоута на всички времена. Поставен е на осмо място в класацията на Entertainment Weekly за „100-те най-добри шоута от 1983 до 2008“. Бил Картър, телевизионен репортер от Ню Йорк Таймс, определя „Изгубени“ като „шоуто с може би най-завладяващата продължаваща сюжетна линия в телевизионната история“. На базата на силното му начало, Reuters го обявяват за „драматичен хит“, отбелязвайки това, че „изглежда шоуто има облага от всеобщата маркетингова бомбардировка, което включва радио реклами, специални отсевки и първата билборд рекламна кампания на ABC след пет години“.
Първият блок от епизоди на третия сезон е критикуван, заради повдигането на твърде много загадки и затова, че не осигурява достатъчно отговори. Има и оплаквания относно ограничената поява на екрана на много от главните герои. Лок, играещ се от Тери О'Куин, който е с най-високия брой епизоди за втори сезон, се появява само в тринадесет от дванадесет и два епизода в трети сезон – само два повече от гостуващата звезда Ем Си Гейни, който играе Том. Реакцията към новите персонажи, Ники и Пауло, е общо взето отрицателна, а Линдълоф дори признава, че двойката е „всеобщо презряна“ от феновете. Решението да се раздели сезона и смяната на американския час на излъчване след почивката са също критикувани. Кюз потвърждава, че „никой не е щастлив от шест-епизодното излъчване“. Вторият блок епизоди обаче е посрещнат с акламации, а екипът се справя с проблеми от първия. Вкарани са повече отговори в шоуто, а Ники и Пауло са убити. Също така е обявено, че сериалът ще приключи три сезона след третия, с което Кюз се надява да каже на публиката, че сценаристите знаят накъде отива сюжетът.
Дон Уилямс от BuddyTV нарича „The Beginning of the End“, първия епизод от четвъртия сезон, „най-очакваната сезонна премиера на годината“. Майкъл Осийло от TV Guide по-късно нарича последния час от четвъртия сезон на „Изгубени“ „най-очакваните 60 минути по телевизията на годината.“ На американските критици са изпратени DVD-тата с „The Beginning of the End“ и „Confirmed Dead“ на 28 януари 2008 г. Metacritic дава на сезона резултат от 87 на базата на впечатленията на дванадесет избрани прегледа на критици, което е вторият най-висок резултат през телевизионния сезон 2007 – 2008 след петия и последен сезон на „Наркомрежа“ на HBO. В проучване, ръководено от професионални критици от TVWeek, „Изгубени“ е избран за най-доброто шоу по телевизията в първата половина на 2008 г., очевидно „влизайки в топ петицата на почти всеки критик“ и получавайки „нищо освен позитивни възгласи“. Обявявеният на 7 май 2007 г. край на сериала през 2010 г. и интродукцията на скокове в бъдещето са приети благосклонно от критиците, както и новите персонажи за сезона.
През август 2010 г. Джъстин Крол от Variety коментира, че много телевизии се опитват да запълнят зрителската празнина, която шоуто оставя след себе си. Той отбелвзва, че втората половина на 2010 г. представя много нови сериали със „задълбочен начин на разказване в стил мистерия-трилър“ в опит да „набере заинтригувану фенове“. Тези предавания включват „Събитието“ на NBC, „Рубикон“ на AMC и „Игра на тронове“ на HBO. Той още вярва, че „Експериментът“, тогава в третия си сезон, ще се облагодетелства от заключението на „Изгубени“.
Entertainment Weekly поставя сериала в своя списък за края на десетилетието с десетте най-добри, казвайки „Самолетна катастрофа. Димно чудовище. Бяла мечка. Полудяла французойка. Другите. Люкът. Инициативата Дарма. Проблясъци за пътуване във времето. Назовете друг драматичен сериал, който по такъв великолепен начин да превърне ? (въпросителен знак) в ! (удивителен знак)“.
E! Online описва шоуто като „рядък миг на творческа брилянтност“ и го избира за „Топ ТВ Драма за 2010 г.“

### Обществото на феновете и поп-културата
Като култово телевизионно шоу, „Изгубени“ получава посветена и оживена фенска общност. Феновете на серила, наричани понякога „Изгубенокрушенците“ или „Изгубените“, се събират на Comic-Con International и на събрания, организирани от ABC, а също са и активни в създаването на голям брой фенсайтове, включващи Lostpedia и форуми, посветени на предаването и неговите сродни въплъщения. Заради подробната митология на шоуто, неговите фенсайтове са съсредоточени върху спекулацията и теоретизирането на мистериите на острова.
Опитвайки се да задържи публиката, ABC разчита на различните видове медии. Феновете на „Изгубени“ имат достъп до свързани със сериала уебсайтове, романи, официален форум, спонсориран от творческия екип зад „Изгубени“ („The Fuselage“), официално списание и развиваща се игра „The Lost Experience“. През лятото на 2005 г. е стартиран официален фенклуб с подкрепата на Creation Entertainment.
Заради популярността на шоуто, препратки към сериала и елементи от сюжета биват пародирани и се използват в културата. Това включва появи по телевизията в сериали като „Вероника Марс“, „Уил и Грейс“, „Моите съпруга и деца“, „Чък“, „Рокфелер плаза 30“, „Експериментът“, „Смешно отделение“, „Агнешко“, „Как се запознах с майка ви“ и „Офисът“, както и в анимационните сериали „Семейният тип“, „Американски татко!“, „Саут Парк“, „Семейство Симпсън“ и „Братята Венчър“, и дори в реклама на KFC Hawaii.
След епизода „Numbers“, излъчен на 2 март 2005 г., много хора използват числата (4, 8, 15, 16, 23 и 42) за техните лотарийни фишове. Според Pittsburgh Tribune-Review, за три дни числата са пробвани около 500 пъти от местните играчи. Подобно в този период, около 200 души в Мичиган използват последователността за лотарията Mega Millions и до октомври хиляди са ги пробвали за лотарията Powerball.

## Разпространяване

### Онлайн
В допълнение към традиционното ефирно и сателитно излъчване, „Изгубени“ е в предните редици на нови телевизионни разпространителни методи. Той е един от първите сериали, минали през магазина за iTunes на Apple за повторно излъчване на iPod или по iTunes софтуер. От октомври 2005 г., нови епизоди, без рекламите, са достъпни за сваляне от интернет за американската публика в деня след излъчването си по ABC. На 29 август 2007 г. „Изгубени“ става една от първите телевизионни програми, свободни за сваляне във великобританския магазин. След излъчването на четвърти сезон в Обединеното кралство, епизодите са достъпни за сваляне в понеделник, след като бъдат пуснати в неделя по Sky One. „Изгубени“ е още между първите шоута в немския iTunes магазин.

## Други медии
Героите и местата в „Изгубени“ се появяват в различни официални допълнения извън телевизионното излъчване, включително в книги, в интернет и в кратки видеа за мобилни телефони. Три новелизации са пуснати от Hyperion Books – издателство на Disney, която е компанията, притежаваща на ABC. Това са „Застрашеният вид“ и „Тайна идентичност“ от Кати Хапка, и „Признаци на живот“ от Франк Томпсън. В допълнение, Hyperion издава метафиктивната книга със заглавието „Лошият близнак“, написана от Лорънс Шеймс, който е кредитиран като „Гари Труп“, за когото маркетинговият департамент на ABC твърди, че е един от пътниците на Полет 815 на Океаник.
Настъплението в онлайн пространството достига своя връх в Lost Experience, развиваща се игра по Интернет, продуцирана от Channel 7 (Австралия), ABC (Америка) and Channel Four (Великобритания), която започва рано през месец май 2006 г. Тя представя паралелна сюжетна линия от пет фази, главно засягаща Фондация Хансо.
Кратки мини-епизоди („мобизоди“), озаглавени „Изгубени видео дневници“, са първоначално предназначи за гледане от абонатите на сайта Verizon Wireless чрез неговата система V-Cast, но са отложени, заради договорни различия. Мобизодите са преименувани „Изгубени: Липсващите парчета“ и се излъчват от 7 ноември 2007 г. до 8 януари 2008 г.

### Лицензирани стоки
В допълнение към свързващи романи, няколко други вида продукти, базирани на сериала, са лицензирани за пускане в продажба. Видео игра, Lost: Via Domus, разработена от Ubisoft, е пусната за конзоли и компютри, а Gameloft разработва игра „Изгубени“ за мобилни телефони и iPod-ове. Cardinal Games пускат игра на дъска „Изгубени“ на 7 август 2006 г. TDC Games създават поредица от четири пъзела с 1000 парчета („The Hatch“, „The Numbers“, „The Others“ and „Before the Crash“), които, когато бъдат поставени заедно, разкриват скрити следи от митологията на „Изгубени“. Inkworks издава два комплекта с TCG карти, а комплектът Lost: Revelations е подготвен за пускане. През май 2006 г., McFarlane Toys обявяват линия от екшън фигурки на героите и пускат първата серия през ноември 2006 г., а втората през юли 2007 г. Освен това, ABC продава многобройни стоки в онлайн магазина си, включително дрехи, украшения и други. Също така Titan Magazines публикува „Изгубени: Официалното списание“.

## „Изгубени“ в България
В България сериалът започва излъчване по AXN на 22 януари 2005 г., всяка събота от 22:05, като е със субтитри на български. Първи сезон завършва през лятото на същата година. Втори сезон започва на 22 януари 2006 г. с разписание всяка неделя от 20:10 и завършва на 2 юли. Трети сезон започва на 11 февруари 2007 г., всяка неделя от 22:00 и е озвучен на български, за разлика от предишните два сезона. Той завършва на 22 юли. Четвърти сезон започва на 6 април 2008 г. със субтитри, всяка неделя от 22:00 и първата част от епизодите, които са направени преди стачката на сценаристите, завършва на 25 май. След маратон от повторения на първата част на 7 септември, на 8 септември започва втората и завършва на 5 октомври, като този път целият сезон е дублиран. След излъчването на четири специални епизода, по един за всеки от четирите сезона от 9 до 30 март 2009 г., пети сезон започва на 6 април, всеки понеделник от 22:00 и завършва на 27 юли. Шести сезон започва на 19 април 2010 г., всеки понеделник от 21:00. Последните два епизода се излъчиват на 2 август, като преди тях от 19:35 се излъчва специалният епизод Lost: The Final Journey. Това е първият и единствен сезон, чийто два премиерни епизода са пуснати наведнъж. В трети сезон дублажът е на „Доли Медия Студио“, а от четвърти до шести е на студио „Александра Аудио“.
Излъчването на първи сезон по „Нова телевизия“ започва на 13 декември 2005 г. всеки делник от 21:00 и е с български дублаж. Втори сезон стартира през лятото на 2006 г., веднага след повторението на първи. Трети сезон започва на 10 октомври, всеки делничен ден от 22:30 и завършва на 9 ноември, като българският дублаж е записан наново, но пак със същите актьори. Повторенията на втори сезон стартират на 20 август 2008 г. с разписание всеки делник от 23:45. Заради премиерата на Big Brother 4 на 22 септември, последният епизод от сезона е излъчен на 23 септември. На 5 януари 2009 г. започва четвърти сезон, всеки делник от 23:15, а от 12 януари е преместен от 23:45 и завършва на 22 януари. На 1 юни 2010 г. започва повторно излъчване на четвърти сезон от вторник от събота от 01:45 и завършва на 19 юни. Дублажът е на „Арс Диджитал Студио“, чието име не се съобщава във финалните надписи.
На 3 ноември 2009 г. сериалът започва повторно излъчване по AXN Sci-fi от пети сезон с разписание от вторник до събота от 00:00.
На 15 април 2024 г. започва по „Стар Ченъл“ с разписание всеки делник от 20:00 и повторение от 08:00. Дублажът е записан за втори път в „Доли Медия Студио“ с нов състав. Първи сезон завършва на 17 май. На 20 май започва втори сезон и приключва на 20 юни. На 21 юни започва трети сезон и завършва на 23 юли 2024 г.
В дублажа на „Арс Диджитал Студио“, както и в този на „Доли Медия Студио“, ролите се озвучават от артистите Елена Русалиева, Милена Живкова, Васил Бинев, Борис Чернев и Николай Николов.
В четвърти сезон на „Александра Аудио“ са Поликсена Костова, Поля Цветкова-Георгиу, Кирил Бояджиев, Георги Стоянов и Георги Тодоров. В пети сезон са Мая Кисьова, Златина Тасева, Стоян Алексиев, Кирил Ивайлов и Тодор Георгиев. В шести сезон са същите, като само Кирил Ивайлов е заместен от Христо Димитров, който от седми до десети епизод е заместен от Мирослав Цветанов.
Кирил Бояджиев, който участва в дублажа на четвърти сезон на AXN, не е същият Кирил Бояджиев, който има по-дълъг стаж от него в озвучаването. Бащиното име на първия споменат е Ивайлов, а на втория е Димитров. Това, че имената и фамилиите, както и това, че и двамата озвучават, е съвпадение. В началото на 2008 г. вторият започва да се кредитира като Кирил Димитров, а след излъчването на четвърти сезон първият става Кирил Ивайлов, въпреки че се кредитира като Бояджиев в своите телевизионни и теарални изяви. Малко по-късно Димитров се връща към фамилията си Бояджиев.
В дублажа на „Доли Медия Студио“ за „Стар Ченъл“ ролите се озвучават от артистите Татяна Захова, Таня Димитрова, Илиян Пенев, Константин Лунгов и Виктор Иванов.

### Издания на DVD в България
Първи, втори, трети и четвърти сезон са издадени на DVD със субтитри на български от „Александра Видео“. Първите три сезона са с по седем диска всеки, а четвърти сезон е в шест диска.

### Книги в България
През 2006 г. са издадени три книги, базирани на сериала. По ред на издаване първата е „Застрашеният вид“ от Кати Хапка, втората е „Признаци на живот“ от Франк Томпсън и третата е „Тайна идентичност“, също от Хапка. И в трите книги фамилията на Джей Джей Ейбрамс е грешно написана като „Адамс“.